# Neosmilaster
Neosmilaster is een geslacht van zeesterren uit de familie Asteriidae.

## Soorten
- Neosmilaster georgianus (Studer, 1885)
- Neosmilaster steineni (Studer, 1885)